# Herm (Landas)
 Herm es una comuna francesa situada en el departamento de Landas, en la región de Nueva Aquitania.

## Demografía
| 723 | 674 | 595 | 617 | 694 | 783 | 1142 |
| Para los censos de 1962 a 1999 la población legal corresponde a la población sin duplicidades (Fuente: INSEE [Consultar]) |     |     |     |     |     |      |